# Musikkapelle Hoch- und Deutschmeister - k. u. k. Wiener Regimentskapelle IR4
Die Musikkapelle Hoch- und Deutschmeister - k. u. k. Wiener Regimentskapelle IR4 war eine österreichische Musikkapelle, die 1977 gegründet und 2023 aufgelöst wurde. Sie setzte sich aus österreichischen Militärmusikern und Blasmusikern zusammen, die in den historischen Uniformen des Infanterie-Regimentes No. 4 aus dem Jahre 1871 auftraten.

## Geschichte
Nach dem Tod von Julius Herrmann, des langjährigen Kapellmeisters der Original Hoch- und Deutschmeister, im Jahre 1977 gründete Anton Janosch mit ehemaligen Musikkollegen eine neue Musikkapelle des k.u.k. Infanterieregiments Nr. 4 als Verein und meldete diesen am 3. Mai 1977 am. Die aktuelle Bezeichnung dieser Kapelle ist  „k. u. k. Wiener Regimentskapelle IR4“ und unter der ZVR-Zahl 397320513 im Zentralen Vereinsregister eingetragen. Einige Tage später, am 6. Mai, wurde der Verein der Original Hoch- und Deutschmeister von den verbliebenen Stammmusikerns Herrmanns mit dem neuen Kapellmeister Horst Winter gegründet. Seither gibt es in Wien die „Original Hoch- und Deutschmeister“ und die „k.u.k. Wiener Regimentskapelle IR4“, welche als Traditionskapelle des St. Georgs-Ordens in Erscheinung tritt.
2020 wurde die Musikkapelle Hoch- und Deutschmeister - k. u. k. Wiener Regimentskapelle IR4 rechtskräftig dazu verurteilt, es zu unterlassen, die Bezeichnungen Hoch- und Deutschmeister und/oder Deutschmeister oder ähnliche Bezeichnungen im geschäftlichen Verkehr, insbesondere im Zusammenhang mit musikalischen Veranstaltungen wie Konzerten oder Tonträgern zu benutzen oder benutzen zu lassen, insbesondere auch durch dritte Unternehmen und/oder im Zusammenhang mit dritten Deutschmeister-Traditionsvereinen und/oder in ihrem Vereinsnamen.
Am 31. Mai 2023 löste sich der Verein laut Vereinsregistereintrag freiwillig auf, nachdem er bereits 2021 in Insolvenz geraten war.